# Éphébophilie

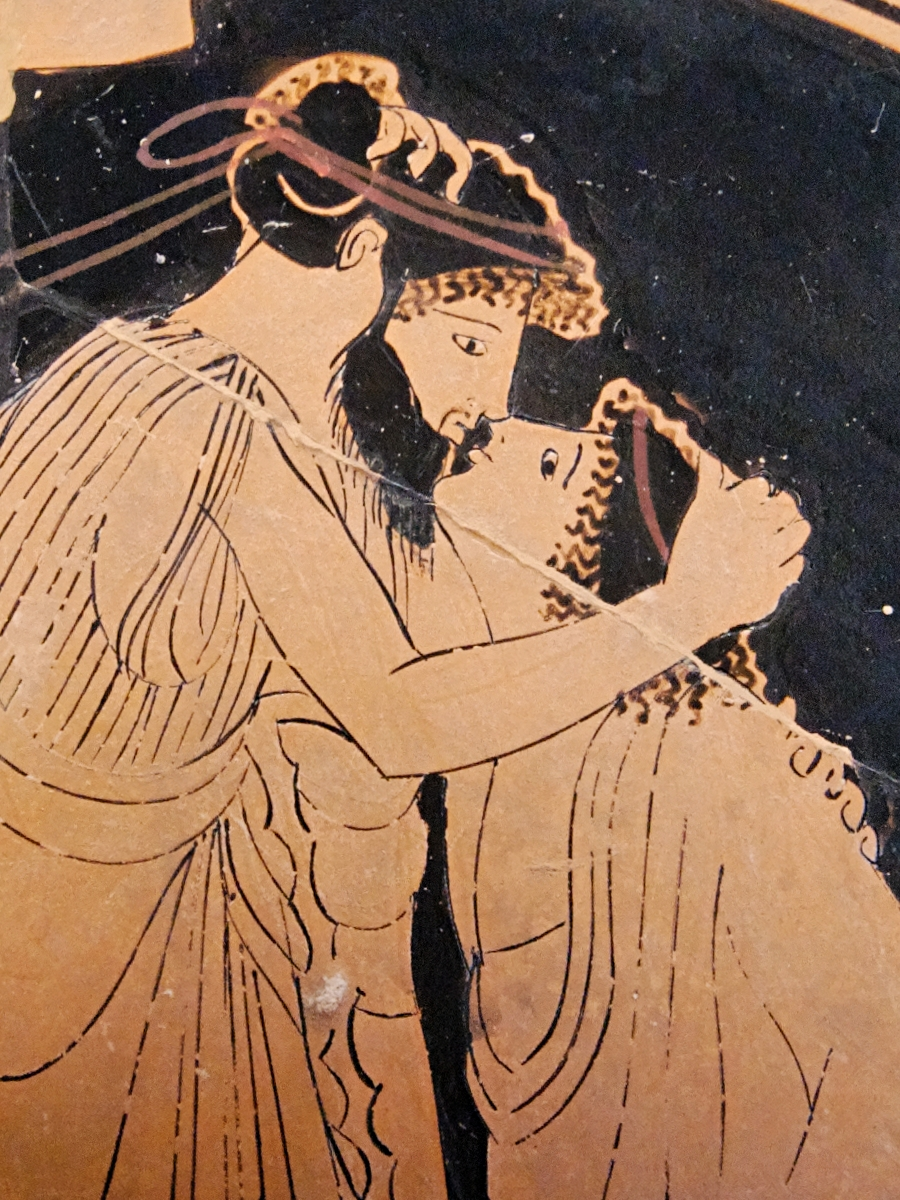
Homme embrassant un jeune homme dans la Grèce antique (tondo, Ve siècle).

L'éphébophilie (du grec ancien ἔφηϐος / éphêbos (« adolescent ») et φιλία / philía (« amour / amitié »)) désigne la préférence sexuelle d'un adulte pour les éphèbes, des jeunes hommes pubères,.
À l'origine, le médecin et sexologue allemand Magnus Hirschfeld appelait éphébophiles les hommes attirés par les adolescents et jeunes adultes de quinze à vingt-deux ans. Le terme désigne surtout l'attirance des hommes adultes pour les jeunes garçons pubères, mais peut s'appliquer à l'attirance d'hommes ou de femmes pour des filles ou des garçons pubères.

## Terminologie
L'éphébophilie est une chronophilie, c'est-à-dire une attirance majoritaire d'une personne pour un individu d'un groupe d'âge différent de celui auquel il appartient. 
Au sens premier du terme, se rapporte d'abord à une attirance, homosexuelle ou non, envers les adolescents, et dans un sens plus restrictif aux pratiques sexuelles induites par cette attirance. Elle est proche de la pédérastie. Étant orientée envers des jeunes pubères, elle se distingue de la pédophilie qui est orientée envers les enfants prépubères voire en début de puberté. 
Pour l'attirance d'adultes pour des adolescents en début de puberté, le terme employé est l'hébéphilie.

## Statut légal
Une relation tombe sous le coup de la loi si l'adolescent concerné n'est pas sexuellement majeur.

### En France
Dans le droit français, un rapport sexuel entre un adulte et un mineur de plus de quinze ans est autorisé sauf si l'adulte a autorité : c'est alors un délit.
Si c'est un mineur de quinze ans, un tel rapport sexuel est considéré comme un viol puni de vingt ans de réclusion criminelle, sauf si la différence d'âge est de moins de cinq ans et qu'il n'y a pas de rémunération.